# Hans-Dieter Ohlenbusch
Hans-Dieter Ohlenbusch (* 1. September 1922 in Oldenburg; † 4. Januar 1988 in Aachen) war ein deutscher Biochemiker und Hochschullehrer.

## Leben und Wirken
Ohlenbusch bestand im Jahr 1942 das Abitur und schloss ein nachfolgendes Studium an der Universität Göttingen 1950 mit dem Staatsexamen ab. Dort erfolgten 1954 seine Promotion und ein anschließender Wechsel als wissenschaftlicher Assistent an das Institut für Physiologische Chemie und Physikochemie der Universität Kiel, wo er 1959 die Habilitation erlangte. Von 1966 bis 1987 war Ohlenbusch ordentlicher Professor für Physiologische Chemie an der Rheinisch-Westfälischen Technischen Hochschule Aachen, wo er von 1984 bis 1987 zugleich auch das Rektorenamt bekleidete. Zudem war er von 1986 bis 1988 Vizepräsident der Westdeutschen Rektorenkonferenz und war hier für den Bereich Forschung zuständig. In Aachen gehörte Ohlenbusch im Jahr 1968 zusammen mit vielen anderen Professoren der RWTH Aachen zu den Unterzeichnern des „Marburger Manifestes“, das eine akademische Front gegen die aufkommende Mitbestimmung an den Hochschulen bildete.
Hans-Dieter Ohlenbusch fand seine letzte Ruhestätte auf dem Aachener Waldfriedhof.

## Schriften (Auswahl)
- Über den Glucuronsäure-Abbau in der Leber (Göttingen 1954)
- Die Kinetik der Wirkung von Effektoren auf stationäre Fermentsysteme (Heidelberg 1962)